# Le nuove avventure di Zorro
Le nuove avventure di Zorro (The New Adventures of Zorro) è una serie a cartoni animati di cappa e spada con protagonista Zorro. Fu prodotta da Lou Scheimer e Norm Prescott per la Filmation Associates nel 1981, per un totale di 13 episodi.

## Il personaggio
Zorro è un personaggio immaginario, ideato da Johnston McCulley e apparso nel romanzo La maledizione di Capistrano del 1919. Vestito interamente di nero (dello stesso colore sono anche il cavallo e la maschera), è un imbattibile spadaccino armato d'astuzia quanto di spada. Agisce soprattutto di notte, rimediando i torti perpetrati dagli spagnoli, occupanti della California di inizio XIX secolo. Provando avversione per la violenza e le uccisioni, e conscio della loro inutilità alla sua causa, si limita a marcare, umiliando, i propri avversari incidendo il suo marchio, una lettera Z, con la spada sulle vesti degli sconfitti, o nei posti per dove è passato. Nella versione originale della storia, Zorro era assistito dal servo muto Bernardo, unico a conoscenza dei suoi segreti. Quando non indossa la sua maschera, Zorro diventa il languido Don Diego de la Vega, grande letterato e inetto alle armi, rampollo di nobile famiglia che ha passato la giovinezza a studiare in Spagna. In questo adattamento animato della storia classica, Zorro non è assistito dal servo di famiglia Bernardo, ma dal giovane ed esuberante Miguel, tutt'altro che muto.
Miguel non si occupa soltanto di Don Diego de la Vega, ma anche di Zorro, seguendolo nelle sue imprese notturne: anch'esso è un abile spadaccino, anche se meno abile di Don Diego. Miguel cavalca un magnifico Palomino e, quando assiste Zorro, indossa un costume simile a quello di quest'ultimo, ma con colori sgargianti (cappello e risvolti della giacca giallo-palomino, giacca rossa, camicia bianca con fiocchetto nero, fascia alla vita e sul cappello di color viola), quando ovviamente non deve travestirsi per un qualche obiettivo particolare.
Il loro principale nemico è il capitano della guarnigione Ramon, smanioso di catturare e smascherare il bandito Zorro, assistito dai suoi inetti soldati, con l'immancabile sergente Gonzales in testa.
Anche in questa serie animata la Filmation allegò nell'epilogo una breve scenetta educativa: in questo caso Zorro (e non Don Diego) mostra agli spettatori come la California, e la lingua corrente, siano stati influenzati dalla presenza spagnola, che ha diffuso la sua architettura e numerose parole d'uso comune: queste ultime, essendo state concepite per i bambini statunitensi, risultano talvolta un poco ingenue per i popoli latini.
Anche nella produzione di questa serie la Filmation fece un grande uso del rotoscopio, dando vita ad una animazione dal forte impatto visivo per l'epoca. Nei frequenti duelli all'arma bianca sia i movimenti dei personaggi, che le tecniche schermistiche, possedevano una verosimiglianza che raramente si riscontra nel mondo dell'animazione, sebbene edulcorate dalla totale assenza di ferite, sostituite dallo sfuggire dell'arma allo schermidore sconfitto.
Di grande effetto anche la colonna sonora di Yvette Blais e Jeff Michael, dai toni spesso spagnoleggiante, usata in maniera incalzante e talvolta inopportuna.

## Distribuzione
Questo cartone animato è oggi molto meno conosciuto in Italia; invece in Francia, uscito col titolo Les nouvelles aventures de Zorro, è abbastanza conosciuto da avere permesso la pubblicazione in DVD. Comunque, sempre in Italia, ha avuto una nuova visibilità sul canale satellitare a pagamento Cultoon e successivamente gli episodi sono stati pubblicati in VHS nel 1998 dalla Stardust Film.

## Episodi
| nº | Titolo italiano    | Titolo inglese          | Prima TV USA      | Prima TV Italia |
| -- | ------------------ | ----------------------- | ----------------- | --------------- |
| 1  | Il vascello pirata | Three Is a Crowd        | 12 settembre 1981 |                 |
| 2  | La diga            | Flash Flood             | 19 settembre 1981 |                 |
| 3  |                    | The Blockade            | 26 settembre 1981 |                 |
| 4  |                    | The Frame               | 3 ottobre 1981    |                 |
| 5  | Doppio gioco       | Turnabout               | 10 ottobre 1981   |                 |
| 6  | Il tiranno         | The Tyrant              | 17 ottobre 1981   |                 |
| 7  | La colonia penale  | Terremoto               | 24 ottobre 1981   |                 |
| 8  | La trappola        | The Trap                | 31 ottobre 1981   |                 |
| 9  | Il Forte Ramon     | Fort Ramon              | 7 novembre 1981   |                 |
| 10 |                    | The Take Over           | 14 novembre 1981  |                 |
| 11 |                    | Double Trouble          | 21 novembre 1981  |                 |
| 12 | Colpo di stato     | The Conspiracy          | 28 novembre 1981  |                 |
| 13 |                    | The Mysterious Traveler | 5 dicembre 1981   |                 |